# Rhyacia suffusa
Rhyacia suffusa là một loài bướm đêm trong họ Noctuidae.